# Geschichte Irans seit 1979
Die Geschichte Irans seit 1979 beginnt mit der sogenannten Islamischen Revolution und der Gründung der Islamischen Republik, die in Iran seit dem 1. April 1979 besteht. Fast vier Jahrzehnte hatte der Schah Mohammad Reza Pahlavi mit Unterstützung westlicher Staaten, vor allem der USA, das ölreiche Land als Monarch beherrscht. Am 18. Januar 1979 floh der Schah aus Iran vor Unruhen, in deren Folge der schiitische Geistliche Ruhollah Chomeini zum weltlichen Führer aufstieg. Seitdem ist der oberste Rechtsgelehrte Irans zugleich die wichtigste politische Macht, gemeinsam mit dem Wächterrat, bestehend aus fundamentalreligiösen Geistlichen. Daneben gibt es einen vom Volk gewählten Staatspräsidenten. Die Präsidenten- und Parlamentswahlen in Iran werden allerdings stark manipuliert, unter anderem dadurch, dass der Wächterrat über die Zulassung der Kandidaten entscheidet.
Unter wechselnden Staatspräsidenten hat das Regime seine wesentliche Struktur beibehalten. Durch seine Politik ist es international weitgehend isoliert. Das Ausland kritisiert vor allem die vermuteten Versuche Irans, Kernwaffen herstellen zu können. Besonders Israel sieht sich dadurch bedroht. Der ehemalige Staatspräsident Mahmud Ahmadineschad (2005–2013) ist als radikaler Antisemit und Holocaustleugner bekannt, sowie das Regime insgesamt für seine Menschenrechtsverletzungen. Zudem waren die Jahre 1980–1988 vom Iran-Irak-Krieg überschattet, mit hunderttausenden von Toten auf beiden Seiten.

## Entstehung der Islamischen Republik 1979
Der ehemalig Schah Mohammad Reza Pahlavi verließ mit seiner Familie bzw. seinem engsten Kreis das Land am 16. Januar 1979 (Es folgten Ärzte, Intellektuelle, Professoren, Ingenieure und Journalisten). Zwei Wochen später war Chomeini nach Teheran zurückgekehrt. Es gab keinen Zweifel, dass er die politische Entwicklung des Landes weitestgehend bestimmen würde. Bei einem Referendum am 31. März 1979 sprachen sich, laut der Präambel der Verfassung, angeblich 98,2 % der Iraner für die Errichtung einer Islamischen Republik aus.
Chomeini hatte, vom Schah ins Exil (Türkei, Irak, Frankreich) verbannt, bereits einen Verfassungsentwurf für das Land ausgearbeitet, der in Verhandlungen zwischen allen an der Revolution beteiligten Fraktionen in der Expertenversammlung noch verändert und schließlich dem iranischen Volk am 3. Dezember zur Abstimmung vorgelegt wurde. Auf diese Weise kam es, auch durch Einfluss der liberal-islamischen Kräfte um Mehdi Bāzargān, zur Aufnahme demokratischer Elemente in der Verfassung. Das von Chomeini entwickelte Prinzip der Herrschaft des obersten Rechtsgelehrten (velayat-e faghih) blieb in allen Entwürfen bestehen.
Die neue Verfassung Irans wurde durch das Referendum am 3. Dezember 1979 angenommen. Nach offiziellen Angaben lag die Zustimmung wie schon bei dem Referendum vom 31. März bei nahezu 100 %, andere Quellen sprechen jedoch nur von etwa 60 %. Somit wurde die einstige konstitutionelle Monarchie Iran zur Islamischen Republik, einem schiitischen Gottesstaat, geführt von der höchsten religiösen Autorität. Der deutsche Botschafter Ritzel berichtete am 4. Dezember 1979 aus Teheran: 

„Das Verfassungsreferendum ist ohne schwere Auseinandersetzungen über die Bühne gegangen. Zwar kam es zu Zusammenstößen in Täbris zwischen Verfassungsgegnern aus dem Lager Schariatmadaris und Chomeini-Anhängern, und in den großen Städten Belutschistans konnte überhaupt nicht abgestimmt werden, weil die Wahllokale blockiert wurden. Aber die schlimmsten Befürchtungen bewahrheiteten sich nicht. … Revolutionssprecher Habib kündigte gestern abend die nächsten Etappen im Staatswerdungsprozess der Islamischen Republik an. Danach sind in zwei Monaten Wahlen zum Amt des Staatspräsidenten und des Majles (Parlament) geplant. Chomeini werde voraussichtlich Ende dieser Woche die von ihm laut Verfassung zu bestimmende Hälfte des ‚Wächterausschusses‘ (Kontrolle der Gesetzgebung des Parlaments auf ihre Vereinbarkeit mit islamischen Prinzipien) benennen.“

## Die Ära Chomeini (1979–1989)
Der erste geistige und politische Führer der Islamischen Republik Iran war Ajatollah Ruhollah Chomeini. Von ihm stammt der Verfassungsentwurf und das Prinzip der Herrschaft der Rechtsgelehrten. Bei seinem Amtsantritt 1979 war die Lage in Iran äußerst brisant. Die breite Oppositionsfront, die den Schah in der Islamischen Revolution gestürzt hatte, war äußerst heterogen und oft nur in dem Ziel einig, das Schahregime abschaffen zu wollen. Chomeini verkörperte allerdings den Führer der wichtigsten Bewegung, der islamischen Opposition, und wurde somit zur Symbolfigur der Revolution überhaupt. Durch diese Autorität gelang es ihm, die wichtigsten Gruppen in der Anfangsphase der jungen Islamischen Republik zu integrieren.
So wurde Mehdi Bāzargān, ein führendes Mitglied der Nationalen Front, zum ersten Premierminister erkoren. Auch Vertreter aus dem kommunistischen und sozialistischen Lager, z. B. Funktionäre der Tudeh-Partei erhielten Posten im Staatsapparat. 1980, nach Abschaffung des Amts des Premierministers wurde Abolhassan Banisadr zum ersten Präsidenten der Islamischen Republik gewählt. Die Volksmudschahedin (Heilige Kämpfer des Volkes), die auch gegen den Schah gekämpft hatten, stemmten sich gegen die vollständige politische Kontrolle durch Chomeini, da sie darin eine Diktatur wie zu Schahzeiten sahen. Zwischen ihnen und dem Chomeini-Regime entbrannte ein Kampf, der in blutigen Auseinandersetzungen mündete.
Unmittelbar nach der Verabschiedung der Verfassung begann die Verfolgung von Revolutionsgegnern. Hier rückten zunächst die verbliebenen Schahanhänger und Monarchisten in den Blickpunkt. Es dauerte allerdings nicht lange, bis das Feindbild der Revolution auf die USA und Israel ausgedehnt wurde. Es kam noch 1979 zum Geiseldrama von Teheran in der US-Botschaft, bei dem 52 amerikanische Staatsbürger insgesamt 444 Tage festgehalten wurden. Dieser Vorfall brachte die amerikanisch-iranischen Beziehungen zum Erliegen und führte zu einem feindlichen Verhältnis zwischen den beiden Staaten.
Auf Chomeinis Agenda standen vor allem zwei Punkte: erstens die Konsolidierung der Republik und zweitens der Export der Revolution.
Die Machtsicherung und Stabilisierung des Systems waren in den ersten Jahren der Revolution von besonderer Wichtigkeit. Chomeini veranlasste eine umfassende Islamisierung (auch als Kulturrevolution bezeichnet) der iranischen Gesellschaft. Er führte eine strenge Kleiderordnung für Frauen ein, verbot nicht-islamische Zeitungen und Parteien und machte unmissverständlich deutlich, dass jeder Verstoß gegen eine vom Revolutionsregime verhängte Regel als Angriff auf die Revolution gewertet und dementsprechend hart bestraft würde.
Auch die integrative Haltung zu den an der Revolution beteiligten Gruppierungen wurde aufgekündigt. Mehdi Bāzargān und alle anderen Vertreter einer nicht-islamistischen Politik, die eben noch Staatsämter innehatten, sahen sich plötzlich von der Chomeini-Miliz, den sogenannten Revolutionswächtern (in vielen Quellen auch Revolutionsgarde genannt), verfolgt. Hierbei kam es zu blutigen und brutalen Szenen. Das Chomeini-Regime ging 1980 bis 1982 mit schonungsloser Härte gegen jeden vor, der in ihren Augen eine Gefahr für die Islamische Republik darstellte. Es kam zu öffentlichen Massenhinrichtungen und regelrechten Verhaftungsorgien durch die Revolutionsgarde. Die Ereignisse wurden später als die Massaker von 1981–1982 in Iran bekannt. Allein 1982 wurden zwischen 5.000 und 10.000 Menschen hingerichtet. In den Gefängnissen befinden sich bis zu 40.000 politische Gefangene, für die meisten bedeutet eine Inhaftierung Hunger, Folter und Krankheit. Die Brutalität des Vorgehens trug sicherlich erheblich dazu bei, dass sich die Opposition innerhalb des Landes bald auf ein fast irrelevantes Maß verringert hatte. Einzig die Modjahedin leisteten heftigen Widerstand, bis 1981, als ihre Führung nach Paris floh. Zwischen ihnen und Revolutionsgarden kam es immer wieder zu Straßenschlachten mit vielen Toten. Letztendlich konnten sich das Regime und die chomeinitreuen Milizen durchsetzen.  

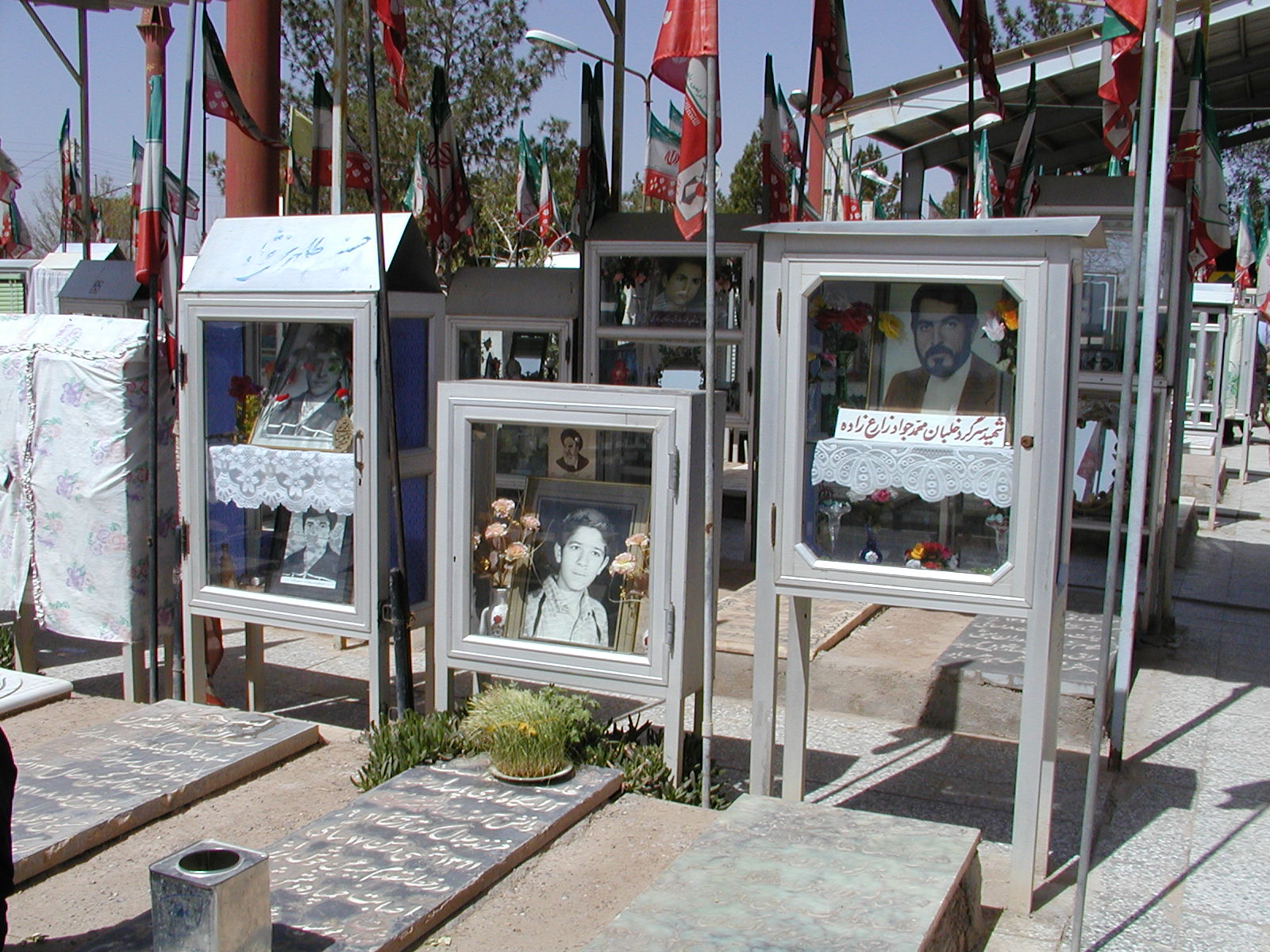
Friedhof iranischer Gefallener des Iran-Irak-Kriegs in Yazd

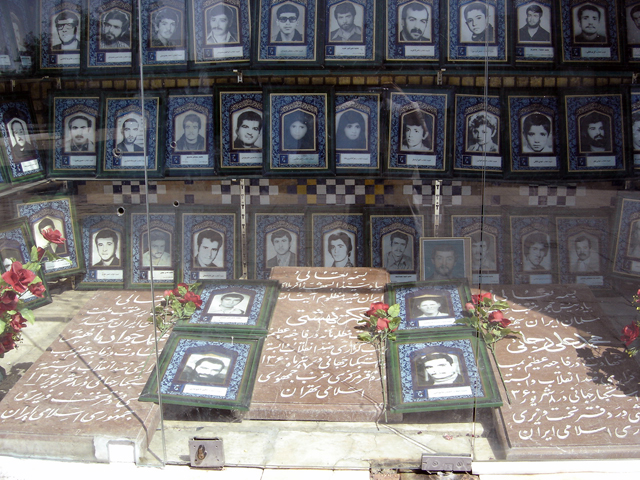
Gedenkstätte für Kriegsopfer in Qazvin

Die Erlangung der Stabilität des Systems ist darüber hinaus aber auf einen weiteren Faktor zurückzuführen. Am 22. September 1980 griff der Irak unter der Führung Saddam Husseins die Islamische Republik Iran an und begann damit den Ersten Golfkrieg (auch Iran-Irak-Krieg genannt). Aus irakischer Sicht glaubte man, die innere Instabilität Irans ausnützen zu können. Aber die Rechnung ging nicht auf. Stattdessen entwickelte sich ein achtjähriger, zermürbender Krieg, der insgesamt fast eine Million Opfer forderte. (Die Schätzungen gehen weit auseinander, es handelt sich um mindestens 300.000 Iraner, darunter 50.000 bis 100.000 Kinder und Jugendliche.) Für die iranischen Kriegsopfer hatte die Islamische Republik Iran bereits zu Beginn des Krieges 500.000 Plastikschlüssel aus Taiwan bestellt, die nach dem Märtyrertod den iranischen Soldaten die Pforte zum Paradies öffnen sollten. Ein iranisches Gesetz erlaubte, dass Kinder ab dem 12. Lebensjahr auch gegen den Willen ihrer Eltern am Krieg teilnehmen durften.
Im Verlauf des Ersten Golfkrieges wurde die iranische Aufmerksamkeit auf die äußere Bedrohung gebündelt, so dass Oppositionelle noch weniger Aussicht auf Erfolg hatten den Feind im eigenen Land massenwirksam ins Bewusstsein zu rücken. Auch das Militär stand angesichts des Krieges geschlossen hinter Chomeini. Nachdem Banisadr aufgrund seiner zunehmenden Oppositionshaltung gegenüber Chomeini und seiner Annäherung an die Modjahedin im Juni 1981 vom Parlament als Staatspräsident abgesetzt worden war, gewann Mohammad Ali Radschai die darauf folgenden Wahlen und wurde im Juli neuer Staatspräsident. Bereits im August fiel er allerdings einem Attentat zum Opfer und wurde im Oktober desselben Jahres durch Seyyed Ali Chamenei ersetzt, der das Amt des Staatspräsidenten bis zum Tod Chomeinis innehatte und dann oberster Rechtsgelehrter wurde. Innerstaatlich zeichneten sich immer deutlicher Konfliktlinien zwischen den Chomeinitreuen Parlamentariern ab.
Grob eingeordnet stritten die Linksislamisten mit der Forderung nach einer stärkeren Regulierung des Marktes durch den Staat mit den konservativen Islamisten, die dieses Modell ablehnten. Chomeini war hier mehr als einmal Schlichter, ohne aber jemals endgültig Partei zu ergreifen. Der Wächterrat als Gegenspieler des Parlaments trug das seinige zu äußerst lebhaften Auseinandersetzungen im iranischen Staatsapparat bei. 1988 errichtete Chomeini auf die immerwährenden Konflikte zwischen Parlament und Wächterrat den Schlichtungsrat, der ähnlich dem deutschen Vermittlungsausschuss die Streitigkeiten über Kompromissfindung beilegen sollte.
Der Krieg indes entwickelte sich für Chomeini, der bis 1983 alle nennenswerten innerstaatlichen Oppositionsgruppen hatte auflösen und ihre Mitglieder hinrichten lassen, bald zu einem Krieg um sein Ziel, die islamische Revolution zu exportieren. Dazu bot sich der teilweise schiitische Irak an, wenn man dessen Diktator Saddam Hussein im Laufe des Krieges hätte stürzen können. Ansonsten wollte Chomenei sein Staatsmodell erklärtermaßen in alle islamischen Länder einführen, notfalls auch mit militärischer Gewalt.
Seit 1987 kam Chomenei langsam vom Vorhaben eines Revolutionsexportes ab. Er sprach sich das Recht zu, jenseits religiöser Vorschriften zu stehen und nun die absolute Herrschaft des obersten Rechtsgelehrten anzutreten. Mit der Annahme des UN-Waffenstillstandsabkommens 1988 erkannte Iran an, dass er die Revolution nicht in den Irak tragen konnte. Das Unternehmen, für das hunderttausende Iraner ihr Leben gelassen hatten, war gescheitert. Es gab allerdings gute Gründe für Chomeini, den Krieg zu beenden. Die leeren Staatskassen ließen einen Systemkollaps befürchten, die Verluste in der Bevölkerung waren enorm und die Wirtschaft war nach acht Kriegsjahren fast gänzlich zum Erliegen gekommen.
Dennoch war Chomeinis Ansehen in der iranischen Bevölkerung ungebrochen. Nach wie vor wurde er als Heiliger verehrt und nach wie vor konnte er seine Macht auch auf seine charismatische Ausstrahlung stützen. Die Glaubwürdigkeit Chomeinis litt 1986 allerdings unter der Aufdeckung der Iran-Contra-Affäre, als bekannt wurde, dass Iran mit Chomeneis Wissen geheime Abkommen mit den USA getroffen hatte, denen zufolge Iran amerikanische Waffen erhielt und im Gegenzug gefangene Amerikaner freiließ.
Der Gesundheitszustand Chomeinis hatte sich bis 1988 erheblich verschlechtert und man begann sich Gedanken über die Nachfolge zu machen. Aussichtsreichster Anwärter war Ayatollah Hossein Ali Montazeri, der einzige Groß-Ayatollah, der Chomeinis welayat-e-faghih akzeptierte. Die anderen geistigen Führer des schiitischen Islams lehnten es weiterhin ab, sich in die Politik einzumischen. Montazeri, der bereits 1986 von der Expertenversammlung zum Nachfolger Chomeinis ernannt wurde, fiel bei Chomeini allerdings durch allzu kritische Äußerungen in Bezug auf den Krieg, durch seinen Plan, unmittelbar nach Chomeinis Tod Neuwahlen unter Berücksichtigung aller Parteien abzuhalten und durch den Einfluss Rafsandschānis, der Montazeri bekämpfte, in Ungnade. Nachdem er sich für die Begnadigung des zum Tode verurteilten Mehdi Haschemi eingesetzt hatte (im Jahr 1988 kam es in Iran zur Massenhinrichtung politischer Gefangener), dieser aber öffentlich den Verrat an der Revolution „gestanden“ hatte, kam es 1989 zum endgültigen Bruch. Montazeri weckte durch Äußerungen wie: „Die radikalen Fundamentalisten sind daran schuld, dass wir im Ausland so einen schlechten Ruf haben. Wir brauchen eine Vielfalt an Meinungen und nicht nur eine einzige Meinung, die von einer einzigen politischen Linie monopolisiert wird.“ in den westlichen Medien den Anschein eines Demokraten, isolierte sich in der iranischen Führungsriege aber zusehends.
Es gab niemanden, auf den die in der Verfassung festgeschriebenen Kriterien für den obersten Rechtsgelehrten zutrafen und der gleichzeitig auch bereit war, die politische Herrschaft zu übernehmen. Diese Tatsache in Verbindung mit Chomeinis schlechtem Gesundheitszustand führte zur Verfassungsrevision am 28. Juli 1989. Das Amt des obersten Rechtsgelehrten musste fortan nicht mehr von einem Ayatollah besetzt werden. Stattdessen wurde festgeschrieben, dass politische und soziale Fähigkeiten den entscheidenden Ausschlag geben sollen.
Am 3. Juni 1989 starb Chomeini. Als sein Nachfolger wurde der seit 1981 amtierende Staatspräsident Seyyed Ali Chāmene'i bestimmt.

## Die Ära Chamenei (seit 1989)
Zum Zeitpunkt seines Amtsantrittes als Führer der Islamischen Republik Iran bekleidete Seyyed Ali Chamenei in der Hierarchie des schiitischen Klerus nur den Rang eines Hodschatoleslam. Er wurde zwar im Zuge der Amtsübernahme formal zum Ayatollah „aufgewertet“, ohne das entsprechende Prüfungsverfahren zu absolvieren, und erlangte deshalb nie die notwendigen Reputationen innerhalb der Schia-Geistlichkeit, die diesen Rang gerechtfertigt hätten. Damit hatte Chamenei vom Beginn seiner Amtszeit an einen ungleich schwereren Stand als Chomeini. Ihm fehlte der Rückhalt in der gläubigen Bevölkerung, die Chomeini noch sicher hinter sich wusste.
Zwei weitere Faktoren führten zu der Tatsache, dass Chamenei bis heute den Status Chomeinis nicht erreichen konnte: Zum einen war im Zuge der Verfassungsänderung das Amt des Premierministers abgeschafft worden, seine Befugnisse und Aufgaben erhielt der Staatspräsident. Dieses Amt hatte dadurch erheblich an Macht gewonnen, denn von nun an repräsentierte der Staatspräsident Iran nach außen und war gleichzeitig die ausführende Gewalt im Inneren. Es war abzusehen, dass die Politik des Landes in Zukunft von der Zusammenarbeit von Staatspräsidenten und Führer abhängen würde. Zum anderen war Chamenei kein Charismatiker wie Chomeini. Er konnte die Massen nur schwerlich durch seine bloße Anwesenheit begeistern.
Trotz der relativ schlechten Voraussetzungen übernahm Chamenei ein mächtiges Amt mit umfangreichen bis totalitären Kompetenzen. Sein Anteil an der Herrschaft hatte zwar an Ansehen und Vertrauen eingebüßt, gerade weil die entscheidende Legitimation, nämlich die Vertretungsfunktion der größten weltlich-religiösen Kapazität – des 12. Imam – durch die Abschwächung der klerikalen Voraussetzungen für das Amt nicht mehr gegeben war. Eine oppositionelle Bewegung, die Chamenei hätte gefährlich werden können, war aber nicht in Sicht.

### Regierung Rafsandschāni (1989–1997)
Im Juli 1989 wurde Ali Akbar Hāschemi Rafsandschāni ins Amt des iranischen Staatspräsidenten gewählt. Während der Anfangsphase seiner Amtszeit lag das Land in weiten Teilen in Schutt und Asche. Der Krieg hatte der Infrastruktur und der Ökonomie stark geschadet. Nach dem Ende des Krieges gab es Hoffnung auf Besserung der Lage.
Rafsandschāni war schon vor 1989 ein einflussreicher Politiker. Seit der Revolution 1979 war er ständig in mächtigen Positionen. Er war Mitglied im Revolutionsrat, bis 1989 Präsident des Parlamentes und gehörte zur Clique um Chomeini. Er hatte wohl erheblichen Einfluss auf die Verfassungsänderung und den Machtzuwachs des Staatspräsidentenamtes, den er zur Voraussetzung für seine Kandidatur machte. In der neuen Rolle des Regierungschefs war Rafsandschāni entschlossen, die Wirtschaft anzukurbeln, durch eine Liberalisierung des Marktes Fortschritte in Richtung Wohlstand machen zu können.
Im Zweiergespann an der Spitze des iranischen Staates war Rafsandschāni neben Chamenei klar der präsentere. Der Staatspräsident verstand es, seine Wirtschaftspolitik durchzusetzen und gleichzeitig einen neuen außenpolitischen Kurs einzuschlagen. So ist seine Amtszeit durch viele Versuche der vorsichtigen Annäherung an den Westen gekennzeichnet. Es gab nach wie vor Anti-USA- und Anti-Israel-Demonstrationen und -Kundgebungen, aber Rafsandschāni entschärfte den Ton gegenüber Europa und sprach nicht mehr von einem Export der Revolution.
Die diesbezüglichen Bemühungen Rafsandschānis wurden allerdings durch mehrere Attentate von Angehörigen des iranischen Geheimdienstes an Oppositionellen im ausländischen Exil untergraben. Der wichtigste Vorfall dieser Art, der nach Aufklärung die deutsch-iranischen Beziehungen zum Erliegen brachte, war das sogenannte Mykonos-Attentat 1992 in Berlin, bei dem drei hochrangige Exiliraner ums Leben kamen. Der iranischen Führung und damit auch Rafsandschāni selbst wurde nachgewiesen, schon vorab vom Attentat gewusst zu haben.
Auch innerhalb Irans stand der Präsident vor Problemen. Den größten Widerstand gegen Rafsandschānis Marktliberalisierung leistete die linksislamistische Fraktion im Parlament, die einen Staatsdirigismus für die geeignetere Antwort auf die wirtschaftliche Lage in der Nachkriegszeit hielt. Die Linksislamisten hatten schon zu Chomeinis Zeiten oft Anspruch auf Gestaltung der Wirtschaftspolitik erhoben, eine Eskalation konnte aber durch Chomeinis Vermittlungskünste stets verhindert werden. Diese Fraktion war auch Chamenei ein Dorn im Auge, ein Grund mehr, weshalb er Rafsandschāni zunächst gewähren ließ. Dieser schaffte es bis 1990 alle Linksislamisten aus den Regierungskreisen und wichtigen Staatsämtern zu entfernen.
Obwohl Rafsandschāni seine Pläne durchsetzen konnte, schaffte er es nicht die Wirtschaft nachhaltig zu beleben. Stattdessen hatte er sich mit der Aufnahme von Auslandskrediten zu Investitionszwecken und dem Massenimport von Konsumgütern deutlich übernommen. 1993 war die Islamische Republik Iran praktisch zahlungsunfähig. Rafsandschāni hatte binnen vier Jahren ca. 25 Milliarden US-Dollar Staatsschulden angehäuft. Hinzu kam eine seit 1992 überproportional steigende Inflationsrate. Es kam zu Unruhen und Protesten in der Bevölkerung.
Bei der Präsidentschaftswahl 1993 wurde Rafsandschāni dennoch; es zeichnete sich allerdings ab, dass er in seiner zweiten Legislaturperiode mit wesentlich mehr Widerstand und Einmischung durch den obersten Rechtsgelehrten zu rechnen hatte. Tatsächlich drängte Chamenei mehr und mehr in den politischen Vordergrund. Er gab Rafsandschāni öffentlich die Schuld an der katastrophalen Lage des Landes und machte in wesentlich größerem Maße von seiner Macht Gebrauch als noch zu Beginn der ersten Amtszeit Rafsandschānis. So installierte er nach und nach über den Kopf des Staatspräsidenten hinweg seine Gefolgsleute in wichtige Ämter, verhinderte Gesetze und drängte Rafsandschāni in den letzten Jahren seiner Amtszeit an den Rand der Bedeutungslosigkeit.
1995 verschärfte sich die wirtschaftliche Situation erneut, als US-Präsident Bill Clinton im sogenannten Iran-Lybia Sanctions Act (ILSA) einen völligen Handels- und Investitionsboykott gegen Iran durchsetzte, der bis heute andauert.
In der iranischen Gesellschaft entstand Mitte der 1990er-Jahre große Unzufriedenheit wegen der Misserfolge der Regierung, der Auseinandersetzungen zwischen geistigem Führer und Staatspräsident sowie der internationalen Isolation des Landes. Es wurden Stimmen lauter, die eine Reform des unflexiblen und aufgrund der Vetomöglichkeiten für Wächterrat und obersten Rechtsgelehrten oft handlungsunfähigen Systems forderten.
Bei den Präsidentschaftswahlen 1997 durfte Rafsandschāni nicht erneut kandidieren. Der Weg war frei für politische Veränderung.

### Regierung Chatami (1997–2005)

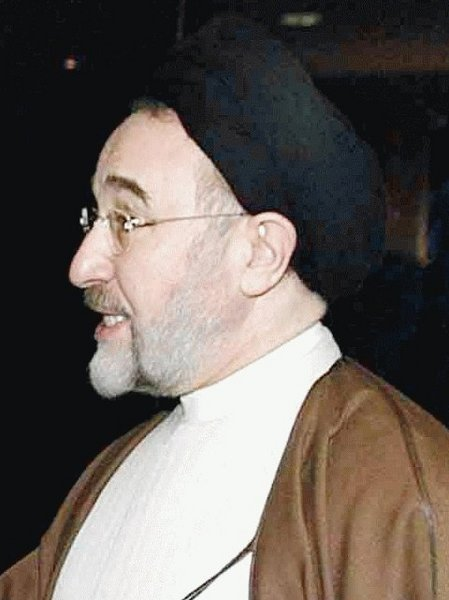
Mohammad Chatami, vor 2006

Von 238 Bewerbern auf eine Kandidatur zum Staatspräsidenten ließ der Wächterrat 1997 lediglich vier zu. Alle anderen wurden unter Hinweis auf Unverträglichkeit mit „islamischen Prinzipien“ abgelehnt. Die Wahl gewann, für viele überraschend, Mohammad Chatami. Dieser war unter Rafsandschāni Kulturminister gewesen und 1992 aus Protest über die zunehmende Einschränkungen der Meinungsfreiheit zurückgetreten. Seitdem war er nicht mehr politisch aktiv. Zu seiner Kandidatur wurde er überredet. Sein Wahlerfolg erschien nach dem erbitterten Kampf der Vorgängerregierung gegen das Lager der gemäßigten Linksislamisten, dem Chtami zugerechnet wurde, besonders erstaunlich.
Trotz seiner politischen Vorgeschichte hatte der Wächterrat ihn zugelassen und Chatami ließ bereits im Wahlkampf anklingen, für wie wichtig er Reformen (zum Beispiel im Staatsapparat und bei den Themen Menschenrechte, Unterdrückung der Frauen, Zensur, außenpolitische Isolation) hielt. Er traf mit diesen Themen den Nerv vieler junger Iraner, die enttäuscht von ihrem Staat waren. Chatami erhielt 70 % der Stimmen. Unterstützt wurde er durch die 1997 gegründete Partizipationsfront des islamischen Irans, die sich zur wichtigsten Reformpartei Irans entwickelte.
Vor allem in den westlichen Demokratien hoffte man durch den Einfluss Chatamis auf eine Reform des iranischen Staates und beschwor die Selbstheilungskräfte der erstarkenden iranischen Zivilgesellschaft und einen Demokratisierungsprozess. Zu Beginn seiner Regierungszeit sahen seine Erfolge tatsächlich vielversprechend aus. Er hatte eine Liberalisierung der Presselandschaft durchsetzen und so den kritischen Stimmen im Land zu mehr Gehör verhelfen können. In Iran etablierten sich ein kritischer Diskurs über die Errungenschaften der Islamischen Revolution auf der einen und Demokratie, Menschenrechte und Rechtsstaat auf der anderen Seite. Als die konservativen Kräfte erkannten, dass Chatami sich tatsächlich zu einer Integrationsfigur für politische und gesellschaftliche Veränderungen entwickeln könnte, leiteten sie Gegenmaßnahmen ein.
Der Geheimdienst VEVAK verübte 1998 eine Reihe von Morden und Entführungen an Oppositionellen und Intellektuellen. Diese als Kettenmorde bezeichneten Angriffe auf die Stabilität der jungen Regierung waren die heftigsten Gewaltausbrüche seit den Hinrichtungswellen unter Chomeini. Chatami verurteilte die Morde scharf und ließ sich nicht von seinem Reformkurs abbringen. Er hatte nicht nur die religiösen Hardliner gegen sich, sondern auch das Parlament. Dort verfügten die Konservativen über die Mehrheit, verhinderten die Reformgesetze Chatamis und brachten teilweise Gesetze auf den Weg, die aus reformerischer Sicht Rückschritte waren.
Mit der Parlamentswahl am 18. Februar 2000 schien sich das Blatt zu Gunsten Chatamis zu wenden; die Reformer waren nun auch die stärkste Fraktion im Parlament. Chatami, auf dessen politischer Agenda zum ersten Mal in der Geschichte Iran nach 1979 die Frauenrechte eine wichtige Rolle spielten, wollte nun u. a. die rigorose Trennung der Geschlechter in der iranischen Gesellschaft auflockern. Die Mehrheit im Parlament stellte sich aber als wertlos heraus, weil der Wächterrat in den politischen Gestaltungsprozess Chatamis eingriff.

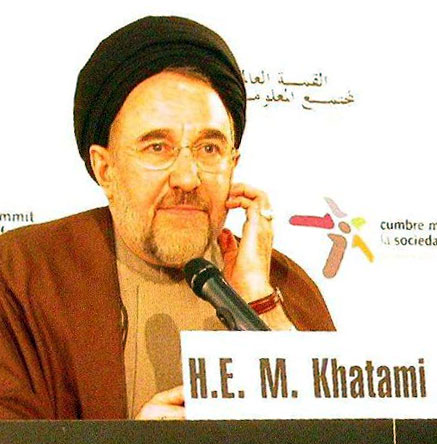
Mohammad Chatami, Dezember 2003

Die Bilanz war für die Anhänger der Reformbewegung ernüchternd. Der Wächterrat blockierte fortan nicht nur nahezu alle Gesetze der Regierung Chatami, er machte auch eine Vielzahl bereits verabschiedeter und in Kraft getretener Gesetze rückgängig. Kritische Zeitungen wurden geschlossen, Journalisten verhaftet und der Ton und Umgang mit Regimekritikern generell verschärft. Der politische Stil der Reformer wurde von konservativer Seite als Säkularismus bezeichnet und bekämpft. Chatami stellte resigniert fest, er habe nicht mehr Macht als jeder andere Iraner und drückte damit die sich ausbreitende Stimmung in Iran aus. Es verbreitete sich Resignation und Desinteresse, als klar wurde, dass der geistige Führer Chamenei letztendlich die Geschicke des Staates lenken konnte.
Bei der Präsidentschaftswahl im Juni 2001 erhielt Chatami trotz der sich abzeichnenden Machtlosigkeit 77 % der Stimmen. An den Machtverhältnissen änderte sich nichts mehr. Chamenei blieb der starke Mann im Hintergrund, der dafür sorgte, dass es zu keinem ernsthaften Versuch kommen konnte, das politische System mit seinen theokratischen und demokratischen Institutionen nachhaltig zu verändern. Aus diesem Grund wird der Reformbewegung um Chatami oft nur eine Reform des Diskurses bescheinigt, die die institutionelle Ordnung des Landes unberührt ließ. Die Resignation führte zu immer geringeren Wahlbeteiligungen. So gingen bei den Kommunalwahlen 2003 nur noch 36 % der Wahlberechtigten an die Urnen. Auch bei den Parlamentswahlen ein Jahr später wurde mit 50,7 % ein neuer Tiefstand erreicht. Im Vorfeld der Wahlen waren 2.500 (hauptsächlich reformorientierte) der 8.000 Bewerber durch den Wächterrat von der Wahl ausgeschlossen worden. Die Konservativen fuhren einen grandiosen Wahlsieg ein. Ein Indiz dafür, dass vor allem die Anhänger der Reformbewegung auf eine Stimmabgabe verzichtet haben.
Die zweite Amtszeit Chatamis endete 2005. Gemäß der iranischen Verfassung durfte er nicht erneut kandidieren. Seine achtjährige Amtszeit hatte große Erfolge in der Außenpolitik. Chatami war international angesehen und schaffte es die Beziehungen zu vielen Staaten sowie zur EU zu entspannen. Außenminister war die gesamten 8 Jahre Kamal Charrazi. Außenpolitische Rückschläge waren zum einen die Einreihung Irans in die Achse des Bösen unter George W. Bush, zum anderen das Scheitern des Schweizer Memorandums. In der Innenpolitik musste sich Chatami schließlich dem Machtübergewicht des geistigen Führers Chamenei beugen.

### Regierung Ahmadineschad (2005–2013)

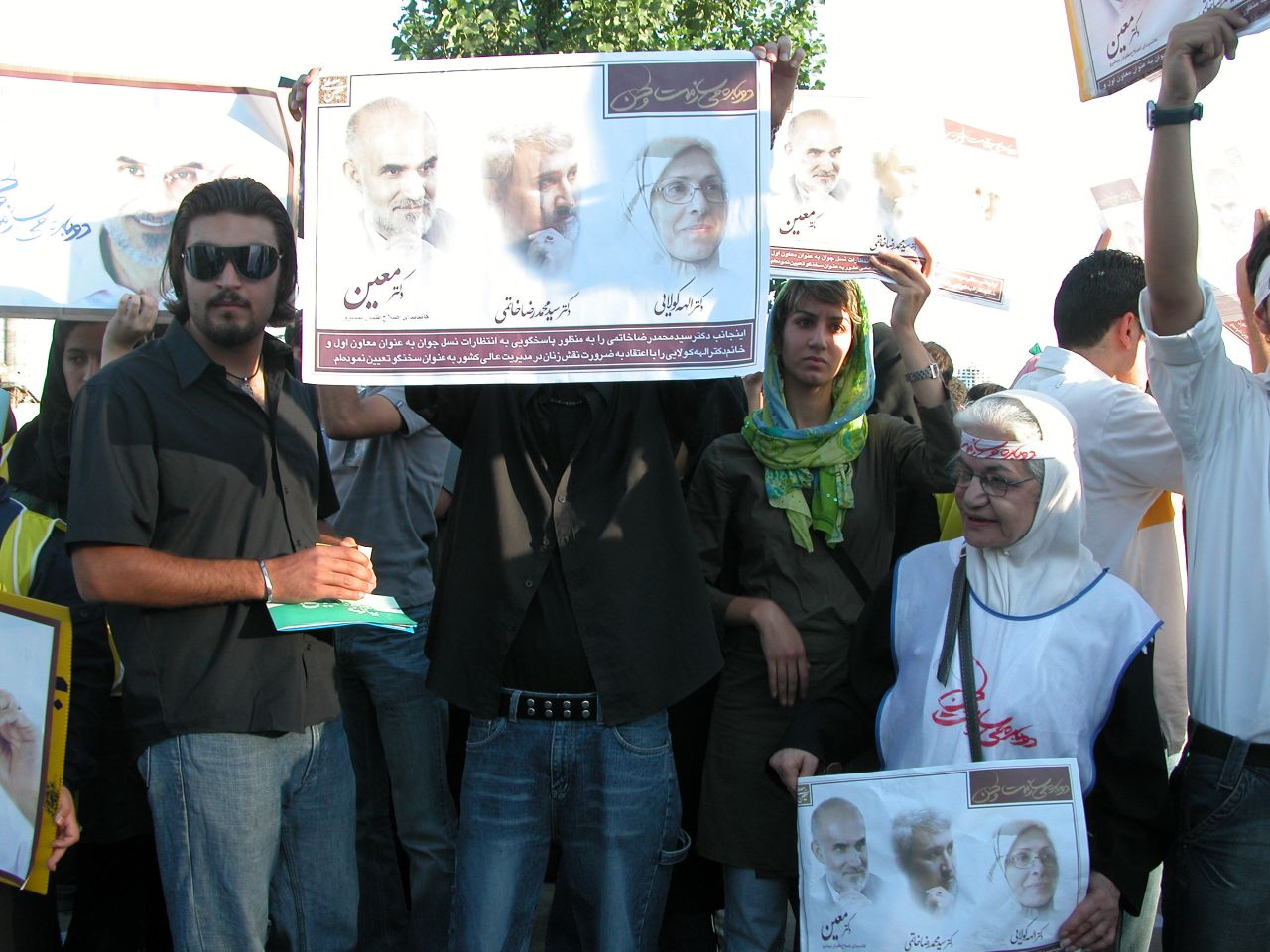
Präsidentschaftswahlkampf 2005.

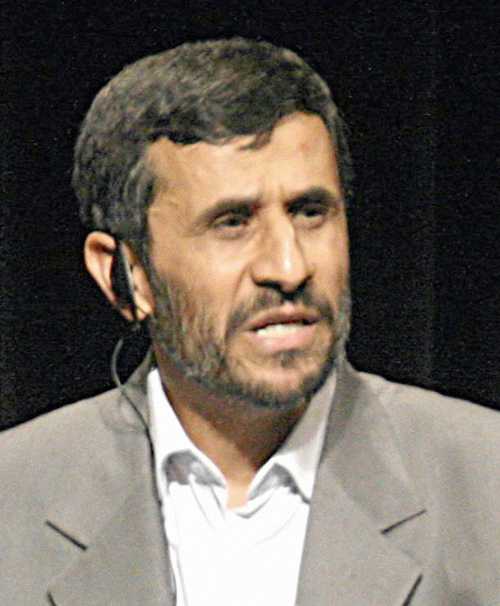
Mahmud Ahmadineschad, September 2007

Bei der Präsidentschaftswahl 2005 trat als aussichtsreichster Kandidat erneut Rafsandschāni an. Rafsandschāni war bemüht von sich das Bild eines weltoffenen und reformorientierten Präsidenten zu vermitteln, was ihm neben seinem Image als Pragmatiker und Mann der Tat auch die meisten Stimmen bescherte. Doch mit 21 % verfehlte er die erforderliche absolute Mehrheit deutlich.
Es kam zu einem Novum in der Geschichte Irans: Eine Stichwahl zwischen den beiden erfolgreichsten Kandidaten musste die Entscheidung bringen. Die zweitmeisten Stimmen vereinigte der zur Zeit der Wahl amtierende Bürgermeister Teherans Mahmud Ahmadineschad auf sich. Er war eine politisch eher unbekannte Figur, war aber bereits des Öfteren durch radikale Äußerungen gegen Israel und die „Feinde des Islams“ aufgefallen. Sein Wahlkampf war unscheinbar, er holte seine Stimmen vorwiegend in den Armenvierteln Teherans, deren Bewohnern er Besserung der Lebensverhältnisse, Arbeit und Zukunft versprach. Es gibt Gerüchte, dass es Wahlmanipulationen gegeben haben soll.
Die noch wenige Jahre zuvor in vielen westlichen Zeitungen hochgelobte iranische Zivilgesellschaft konnte zur Stichwahl zum Präsidentenamt nicht ausreichend mobilisiert werden, um die Entwicklung zu verhindern. Mahmud Ahmadineschad gewann die Stichwahl deutlich mit knapp 62 % der Stimmen. Mit ihm zogen die sogenannten Fundamentalisten, Hardliner oder Radikalislamisten in die Teheraner Regierung ein. Die meisten Mitglieder seines Kabinetts sind ehemalige Mitglieder der Revolutionsgarde. Ihr Auftreten – Drohungen gegen Israel und feindlichen Parolen gegen die USA und Europa – trieb Iran erneut in die außenpolitische Isolation, nachdem unter der Regierung Chatami leichte Annäherungen zur westlichen Welt zu verzeichnen waren. Erster Außenminister unter Ahmadineschad war Manutschehr Mottaki. Er galt als Gefolgsmann von Laridschani, einem Konkurrenten Ahmadineschads. Mottaki wurde während eines Besuchs im Senegal entlassen. Sein kommissarischer Nachfolger wurde der MIT-Absolvent Ali Akbar Salehi. Mottaki hatte bei seiner Afrika-Reise angeblich versucht, illegale und geheimgehaltene Waffenlieferungen, die ohne Wissen des Teheraner Außenamtes – aber wohl mit Wissen einflussreicher, dem Präsidenten nahestehender Kreise – nach Nigeria und weiter nach Gambia verschifft werden sollten – gegen den eigenen Präsidenten – zu entschuldigen. Gambia hatte die diplomatischen Beziehungen zu Iran beendet, der Botschafter im nigerianischen Lagos wurde ausgetauscht, einer von zweien in die Botschaft geflohener Diplomaten im Flugzeug mit zurückgenommen.
Seit der Regierungsübernahme Ahmadineschads verschärfte sich der Streit um das iranische Atomprogramm und drohte mehrmals zu eskalieren. Nach Informationen der Internationalen Atomenergieorganisation (IAEO) unterhält Iran mehrere Atomanlagen, die bei der Unterzeichnung des Atomwaffensperrvertrages seitens Iran nicht angegeben wurden. Seither vermutet das Ausland, dass Iran Atombomben herstellen will. Die iranische Regierung weist immer wieder auf das im Atomwaffensperrvertrag festgeschriebene Recht der zivilen Nutzung von Kernenergie hin. Ahmadineschad sagte, Israels Präsenz in Jerusalem müsse Geschichte werden, was zunächst falsch als „Israel muss von der Landkarte getilgt werden“ übersetzt und verbreitet wurde. Dies hat die Sorgen genährt, Iran verfüge bald über Kernwaffen und könne Israel bedrohen oder angreifen.

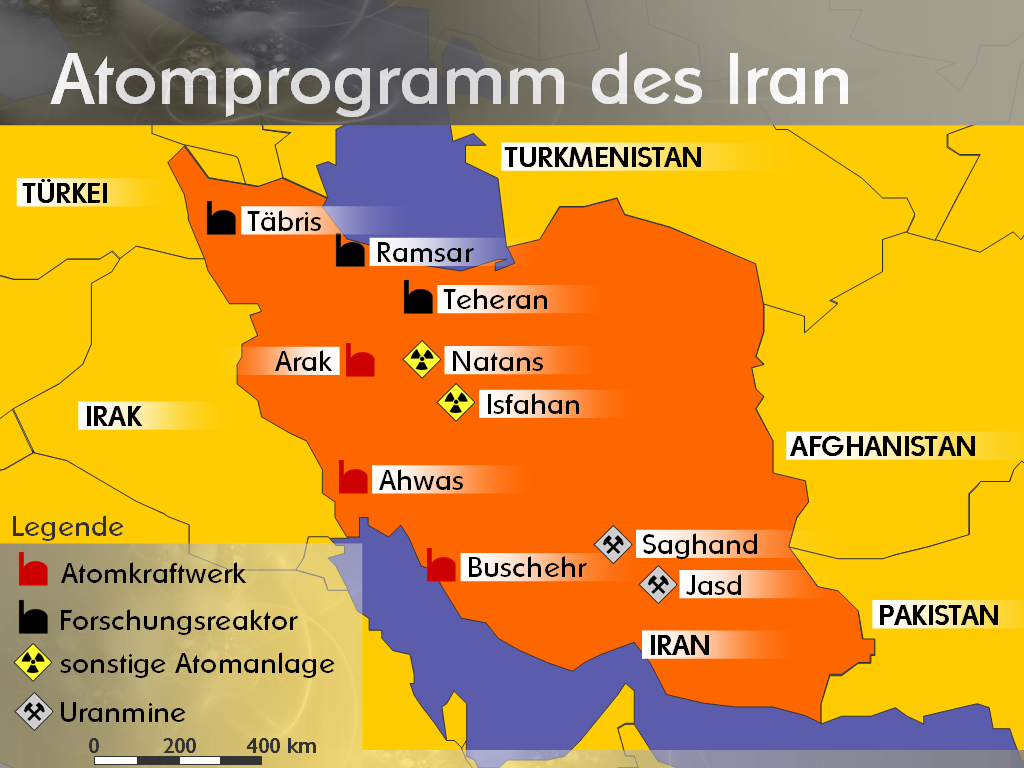
Karte mit den wichtigsten Standorten der iranischen Atompolitik.

Am 15. Dezember 2006 fanden mit den Kommunalwahlen und den Wahlen zum Expertenrat die ersten Wahlen nach dem Amtsantritt Ahmadineschads statt. Überraschend wurde mit einem Landesdurchschnitt von 65 % eine außergewöhnlich hohe Wahlbeteiligung erreicht, die den Trend der letzten Jahre beendete. Im gesamten Iran erlitten die Radikalislamisten um Ahmadineschad eine Niederlage, obwohl auch diesmal der Wächterrat den Kreis der Kandidaten wieder erheblich beschränkte.
Nicht nur in den Stadt- und Gemeinderäten schnitten die Kandidaten aus dem Präsidentenlager deutlich schlechter ab als die Konservativen und vielerorts auch als die Reformer. Im fünfzehnköpfigen Teheraner Stadtrat befinden sich auf Platz 8 und 15 die einzigen Vertreter der Radikalen. In anderen Städten war deren Ergebnis noch schlechter, selbst in der Hochburg Qom konnten sie nur 30 % der Stimmen erringen. Auch die Wahl des Expertenrates, der den geistigen Führer Irans einsetzt und theoretisch auch wieder absetzten kann, nahm ein enttäuschendes Ende für Ahmadineschads Kandidaten, seinen „geistigen Ziehvater“ Mesbah Yazdi. Dieser unterlag nach erbittert geführtem Wahlkampf dem Überraschungssieger Rafsandschāni und landete selbst sogar nur auf Platz 6.
Der deutliche Wahlausgang und die hohe Wahlbeteiligung wurden weltweit einvernehmlich als „Denkzettel“ für Ahmadineschad und Aufbegehren der iranischen Gesellschaft interpretiert. So wurde, vornehmlich in westlichen Zeitungen, die Hoffnung genährt, die Menschen in Iran würden sich des „Problems“ Ahmadineschad vermittels der demokratischen Elemente ihrer Verfassung letztendlich selbst entledigen. Dass Chamenei eine solche Entwicklung behindern würde, galt als eher unwahrscheinlich. Ahmadineschads Vorstöße schienen auch dem geistigen Führer etwas zu radikal zu sein.

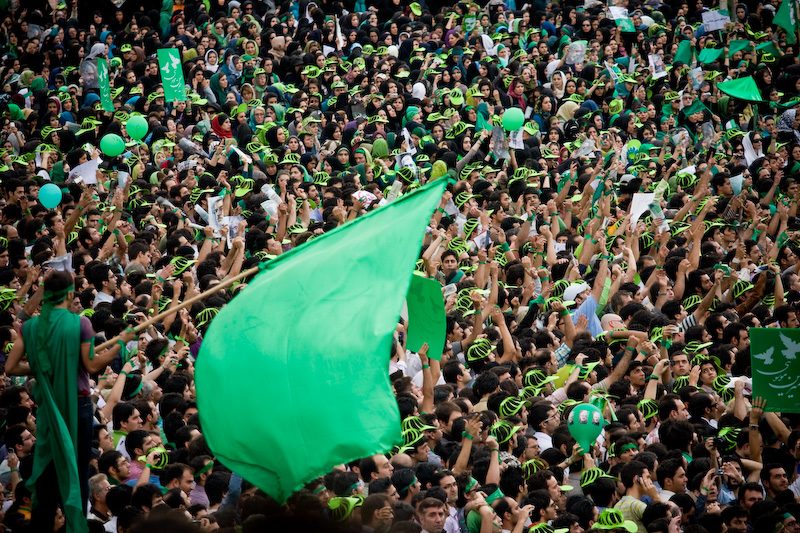
Massenwahlveranstaltung von Mir Hossein Mussawi

Ahmadineschads Ansehen wurde am 14. März 2008 bei der Parlamentswahl einem weiteren Test unterzogen. Der Wächterrat schloss allerdings vor der Wahl bereits einen Großteil der reformerischen Kandidaten von der Wahl aus, so dass der deutliche Sieg der konservativen Kräfte wenig aussagekräftig ist. Da die Reformer im iranischen Parlament keine wichtige Rolle spielten, rückte die Fraktionierung innerhalb des konservativen Flügels zunehmend in den Blickpunkt westlicher Medien. Hier wurde vor allem auf die Meinungsverschiedenheiten zwischen dem Lager um Präsident Ahmadineschad und den Abgeordneten um Ali Laridschani, den ehemaligen iranischen Unterhändler in den Atomverhandlungen, hingewiesen. Laridschani, der zu den moderaten Konservativen zählte, galt nach Mir Hossein Mussawi als aussichtsreicher Herausforderer Ahmadineschads bei der Präsidentschaftswahl am 12. Juni 2009.
Die Wahl löste die größten Unruhen seit der Islamischen Revolution aus. Ahmadineschad wurde noch am Wahlabend mit 62,63 % der Stimmen zum Wahlsieger erklärt. Das erwartet knappe Ergebnis blieb aus, was den Verdacht auf Wahlmanipulation aufkommen ließ. Der aussichtsreichste Gegenkandidat Mir Hossein Mussawi, der nur 33,75 % der Stimmen erhielt, sprach offen von Wahlbetrug und forderte Neuwahlen. Daraufhin gingen seine Anhänger in vielen iranischen Großstädten auf die Straße. Die Proteste nach den Wahlen erstreckten sich über mehrere Monate. Bei Zusammenstößen der Demonstranten und den Sicherheitskräften kamen mehrere Personen ums Leben. Trotz gewaltsamer Niederschlagung auch friedlicher Demonstrationen nahmen die Proteste vor allem gegen Ende 2009 weiter zu.
Im März 2011 wurde Mohammed Reza Mahdavi-Kani Nachfolger des ehemaligen Präsidenten Haschemi Rafsandschani als Vorsitzender des Expertenrats. Im April 2011 griff Chamenei direkt in die Regierungsgeschäfte ein und machte erstmals in der Geschichte der Islamischen Republik Iran eine Entscheidung bezüglich eines Ministerpostens rückgängig. Ahmadineschad hatte das Rücktrittsgesuch des Geheimdienstministers Heydar Moslehi akzeptiert, Chamenei berief ihn jedoch ins Amt zurück.
Bei der Parlamentswahl im März 2012 erwarteten Beobachter wegen der Nichtteilnahme der Reformer eine Auseinandersetzung zwischen Unterstützern und Gegnern von Mahmud Ahmadineschad innerhalb des konservativen Lagers.

### Regierung Rohani (2013–2021)
Am 11. April 2013 gab Hassan Rohani, der für iranische Verhältnisse als moderat und politisch dem ehemaligen Präsidenten Rafsandschani nahestehend gilt, seine Kandidatur für die Präsidentschaftswahl im Juni 2013 bekannt. Er bekundete u. a. die Absicht, eine Bürgerrechts-Charta einzuführen, die Wirtschaft wiederaufzubauen und die Zusammenarbeit mit der Weltgemeinschaft zu verbessern, also insbesondere die Isolation Irans und die Sanktionen, welche zu einer verheerenden Wirtschaftskrise führten, aufgrund des Streits um das iranische Atomprogramm zu überwinden. Im Wahlkampf verteidigte Rohani vehement sein Vorgehen als Chefunterhändler und beharrte in einem TV-Interview darauf, dass es auch unter seiner Verhandlungsführung nie einen Stopp des Atomprogramms gegeben habe, der Ausbau des iranischen Atomprogrammes vielmehr erfolgreich vorangetrieben wurde. „Besonnenheit und Hoffnung“ sei das Motto der Regierung, die er bilden wolle. Nach den vorläufigen Angaben des Innenministeriums gewann Rohani mit 18.613.329 Stimmen und einer Quote von 50,71 Prozent bereits in der ersten Runde die Wahl. Im August 2013 nominierte Rohani den konservativen Kleriker Mostafa Pour-Mohammadi als Justizminister.
Kurz vor einem Besuch Rohanis bei der UN-Vollversammlung in New York am 25. September 2013 kündigte er gemeinsam mit dem obersten religiösen und politischen Führer Ali Chamenei an, dass sich die Iranische Revolutionsgarde künftig aus der Politik fernhalten solle. Die Garde pflegt enge Verbindungen zu Rohanis Vorgänger Ahmadineschad und hatte während dessen Präsidentschaft einen entsprechenden Einfluss auf seine Politik. Zudem wurden um den 18. September 2013 rund ein Dutzend politische Gefangene vorzeitig aus der Haft entlassen, u. a. die Menschenrechtsaktivistin Nasrin Sotudeh. Einige Beobachter werteten dies als ersten Ansatz Rohanis, sein Wahlversprechen umzusetzen, in Iran künftig mehr politische Freiheiten zuzulassen, gleichzeitig aber auch als Signal für die von der Islamischen Republik Iran erhoffte Entspannung des Verhältnisses zum westlichen Ausland. In der Tat erreichte Rohani die Aufnahme direkter Gespräche zwischen den Vereinigten Staaten und Iran bezüglich des Atomstreits. Andere, wie Human Rights Watch, begrüßten zwar die Freilassungen, sahen darin aber nicht viel mehr als eine symbolische Geste, da weiterhin hunderte politische Gefangene in iranischen Gefängnissen säßen. Auch müsse das Regime dafür sorgen, dass die Freigelassenen nicht erneut Ziel der Sicherheitskräfte und der Justiz würden.
Die iranische Friedensnobelpreisträgerin Shirin Ebadi kritisierte die Menschenrechtsbilanz von Präsident Hassan Rohani scharf und warf der Regierung vor, über die Freilassung von politischen Gefangenen zu lügen. Keine ihrer Erwartungen sei erfüllt. Laut Ebadi habe Rohani vielleicht „den Ruf eines moderaten Reformers“, sende bisher aber in Bezug auf Menschenrechte die „falschen Signale“. Ebadi und Amnesty International weisen dabei auch auf den starken Anstieg der Hinrichtungszahlen auf ein Rekordniveau seit Rohanis Amtsantritt hin.
Rohani zeigte zwar nicht die exzessive israelfeindliche Rhetorik seines Vorgängers, vollzog inhaltlich jedoch keinen Wandel. So erklärte er anlässlich des al-Quds-Tags 2014, es könne für die Palästinenser keinen diplomatischen Ausweg, sondern nur den des Widerstands geben: „Was die Zionisten in Gaza machen, ist ein unmenschlicher Völkermord, daher muss die islamische Welt heute einheitlich ihren Hass und Widerstand gegen Israel erklären.“ Zudem verneinte er bei einem Podiumsgespräch auf dem 44. Jahrestreffen des Weltwirtschaftsforums Nachfragen des WEF-Gründers Klaus Schwab, ob er auch freundschaftliche Beziehungen zu Israel anstrebe, das von der Islamischen Republik Iran bisher nicht anerkannt wurde. Auch seine Betonung einer friedlichen Nutzung der Kernkraft sowie sein Angebot zur Vermittlung im syrischen Bürgerkrieg, in welchem Iran auf Seiten Baschar al-Assads involviert ist, sorgten Mitte September 2013 für internationale Aufmerksamkeit. Kritische Stimmen bemerkten, Rohani tue so, „als sei er ein neutraler Beobachter“, obwohl Iran längst Kriegspartei ist.
Während seines Wahlkampfs um das Amt des US-Präsidenten kündigte Donald Trump wiederholt an, er werde aus dem mit Iran im März 2015 vereinbarten Atomabkommen „aussteigen“. Fünfzehn Monate nach seiner Wahl zum Präsidenten gaben die USA am 8. Mai 2018 ihren Ausstieg aus dem Abkommen bekannt.
Die von Iran unterstützte Gruppe Kataib Hisbollah griff am 31. Dezember 2019 die Botschaft der Vereinigten Staaten in Bagdad an.
Am 3. Januar 2020 führte das US-Militär einen Drohnenangriff auf den Flughafen Bagdad aus und tötete dabei Qasem Soleimani, den Anführer der Quds-Brigaden, einer Eliteeinheit des Korps der Islamischen Revolutionsgarde.
Am 18. Juni 2021 wurde Ebrahim Raisi zum 8. Präsidenten Irans gewählt.

### Regierung Raisi (2021–2024)
Am 16. September 2022 begannen nach dem Tod von Mahsa Amini Proteste gegen die Regierung Raisi. 
Am 1. April 2024 tötete ein israelischer Luftangriff auf das Gebäude eines iranischen Konsulats in der syrischen Hauptstadt Damaskus einen ranghohen Kommandeur des Korps der Islamischen Revolutionsgarde (IRGC), Brigadegeneral Muhammad Reza Zahedi. Als Vergeltung für diesen Angriff griff Iran Israel am 13. April 2024 mit über 300 Drohnen und Raketen an. Dieser Angriff wurde größtenteils entweder außerhalb des israelischen Luftraums oder über dem Land selbst abgefangen. Es war der größte Raketenangriff in der iranischen Geschichte und der erste direkte Angriff auf Israel überhaupt.
Am 19. April beschoss Israel zur Vergeltung Isfahan mit Raketen.
Am 19. Mai 2024 starb Ebrahim Raisi bei einem Hubschrauberabsturz in der Provinz Ost-Aserbaidschan. Anschließend wurde der erste Vizepräsident Mohammed Mochber zum amtierenden Präsidenten ernannt. 

### Regierung Pezeshkian (seit 2024)
Massud Pezeshkian (* 1954) gewann am 5. Juli die Stichwahl der Präsidentschaftswahl. Er wurde am 28. Juli 2024 vom obersten Führer Irans, dem Ajatollah Ali Chamenei, offiziell als neuer Präsident Irans bestätigt. Pezeshkian gilt als moderater Politiker.

## Chronik
| 1979          | |
| 1978–1979     | Islamische Revolution. |
| 31. März      | Referendum über die Verfassung. |
| 1. April      | Ausrufung der Islamischen Republik Iran. Mehdi Bāzargān wird erster Ministerpräsident. Ruhollah Chomeini wird Oberster Rechtsgelehrter (Rahbar).                                |
| 5. Mai        | Gründung der Iranische Revolutionsgarde. |
| 4. November   | Beginn der Geiselnahme von Teheran. |
| 1980          | |
| 25. Januar    | Abu l-Hasan Banisadr wird zum ersten Staatspräsidenten gewählt. |
| 30. April     | Geiselnahme in der iranischen Botschaft in London durch Iraker. |
| 11. August    | Mohammad Ali Radschai wird neuer Ministerpräsident. |
| 22. September | Der Irak beginnt den ersten Golfkrieg. |
| 1981          | |
| 24. Juli      | Präsidentschaftswahl im Juli 1981: Mohammad Ali Radschāʾi wird Staatspräsident. Neuer Ministerpräsident wird Mohammed Dschawad Bahonar.                                         |
| 30. August    | Bei einem Attentat werden sowohl Radschāʾi als auch Bahonar getötet. |
| 2. September  | Mohammed Reza Mahdavi-Kani wird neuer Ministerpräsident. |
| 2. Oktober    | Präsidentschaftswahl im Oktober 1981: Seyyed Ali Chāmene'i wird neuer Staatspräsident. Mir Hossein Mussawi wird neuer Ministerpräsident.                                        |
| 1983          | |
| 1983          | Der Irak setzt Tabun und Senfgas ein. |
| 8. November   | Iran klagt vor dem UN-Sicherheitsrat gegen den Einsatz von Chemiewaffen. |
| 1985          | |
| 16. August    | Präsidentschaftswahl 1985. |
| 1986          | |
| Oktober       | Die Iran-Contra-Affäre wird aufgedeckt. |
| 1988          | |
| Februar       | Chomeini gründet den Schlichtungsrat als Reaktion auf den Streit zwischen Parlament und Wächterrat.                                                                             |
| 18. Juli      | Chomeini unterzeichnet das Waffenstillstandsabkommen. Der Krieg mit dem Irak ist beendet.                                                                                       |
| 1989          | |
| 14. Februar   | Chomeini erklärt den indisch-britischen Autor Salman Rushdie für vogelfrei. |
| 20. März      | Ayatollah Hossein Ali Montazeri überwirft sich mit Chomeini und wird als dessen Nachfolger abgesetzt.                                                                           |
| 3. Juni       | Chomeini stirbt. Der bisherige Staatspräsident Seyyed Ali Chāmene'i wird sein Nachfolger.                                                                                       |
| 28. Juli      | Verfassungsrevision. Das Amt des Staatspräsidenten wird gestärkt, das des Ministerpräsidenten abgeschafft und die Voraussetzungen für das Amt des geistigen Führers verringert. |

| 1989          | |
| 28. Juli      | Präsidentschaftswahl 1989. Ali Akbar Hāschemi Rafsandschāni wird neuer Staatspräsident.                                                                    |
| 1992          | |
| 10. April     | Parlamentswahl 1992. |
| 17. September | Mykonos-Attentat in Berlin. |
| 1993          | |
| 11. Juni      | Präsidentschaftswahl 1993. Rafsandschānī wird im Amt bestätigt.                                                                                            |
| 1995          | |
| 20. April     | Bill Clinton kündigt einen völligen Handels- und Investitionsboykott gegen Iran an.                                                                        |
| 1997          | |
| 22. Mai       | Präsidentschaftswahl 1997. Der Reformer Mohammad Chatami wird neuer Staatspräsident.                                                                       |
| 1998          | |
| November      | Attentate auf Oppositionelle und Intellektuelle beginnen (Kettenmorde).                                                                                    |
| 2000          | |
| 18. Februar   | Die Parlamentswahl 2000 gewinnt die Reformer. |
| 2001          | |
| 8. Juni       | Bei den Präsidentschaftswahlen 2001 wird Chatami mit großer Mehrheit wiedergewählt.                                                                        |
| 2003          | |
| 10. Oktober   | Shirin Ebadi erhält den Friedensnobelpreis. |
| 2004          | |
| 7. Mai        | Bei der Parlamentswahl 2004 fahren die konservativen Kräfte einen klaren Sieg ein.                                                                         |
| 2005          | |
| 17. Juni      | Bei den Präsidentschaftswahlen 2005 gibt es keinen Sieger. Rafsandschāni und Mahmud Ahmadineschad müssen in die erste Stichwahl der iranischen Geschichte. |
| 24. Juni      | Die Stichwahl gewinnt Ahmadineschad und wird neuer Präsident des Iran.                                                                                     |
| 26. Oktober   | Ahmadineschad hält eine Rede, in der er fordert, dass das „Besatzungsregime in Jerusalem“ Geschichte wird.                                                 |
| 2006          | |
| Januar        | Die von der IAEO versiegelten Atomanlagen werden wieder in Betrieb genommen und der Atomstreit eskaliert.                                                  |
| 15. Dezember  | Die Kommunalwahlen bringen dem Lager Ahmadineschads eine herbe Niederlage ein.                                                                             |
| 2008          | |
| 14. März      | Die Parlamentswahl 2008 gewinnen die Konservativen. |
| 2009          | |
| 12. Juni      | Präsidentschaftswahl 2009. |
| Juni          | Proteste nach den Wahlen. |
| 2012          | |
| 2. März       | Boykottaufrufe und Nichtteilnahme der Reformer bei der Parlamentswahl 2012.                                                                                |